# مایکرو جینیس
مایکرو جینیِس (انگلیسی: Micro Genius) یا میکرو جنیوس یک برند در صنعت بازی‌های ویدئویی بود که بر اساس کنسول بازی فامیکام شرکت نینتندو یک کنسول بازی ساخته بود و در چندین کشور در سراسر جهان بویژه در مناطقی که نینتندو حضور رسمی نداشت از جمله: خاورمیانه، آسیای جنوب شرقی، آمریکای جنوبی، اروپای شرقی، آفریقای جنوبی، آسیای شرقی (غیر از ژاپن و کره جنوبی) محصولات خود را به فروش می‌رساند. در واقع به دلیل این که شرکت نینتندو به صورت انحصاری کنسول فامیکام را فقط در ژاپن و سیستم سرگرمی نینتندو (ان‌ای‌اس) (فامیکام نسخه آمریکا) را در آمریکای شمالی عرضه کرد موجب شد شرکت‌های مختلف این کنسول را کپی کرده تا در مناطقی که فامیکام در آنجا عرضه نشد بازار را به دست بگیرند. مایکرو جینیِس یکی از این شرکت‌ها بود و توانست با کپی دقیق فامیکام کنسول خود را در کشورهای زیادی به فروش برساند از جمله در ایران. در ایران مایکرو جینیِس به نام میکرو معروف بود و اکثر ایرانی‌ها به اشتباه فکر می‌کردند میکرو همان فامیکام یا ان‌ای‌اس است.

## کنسول ولوازم جانبی

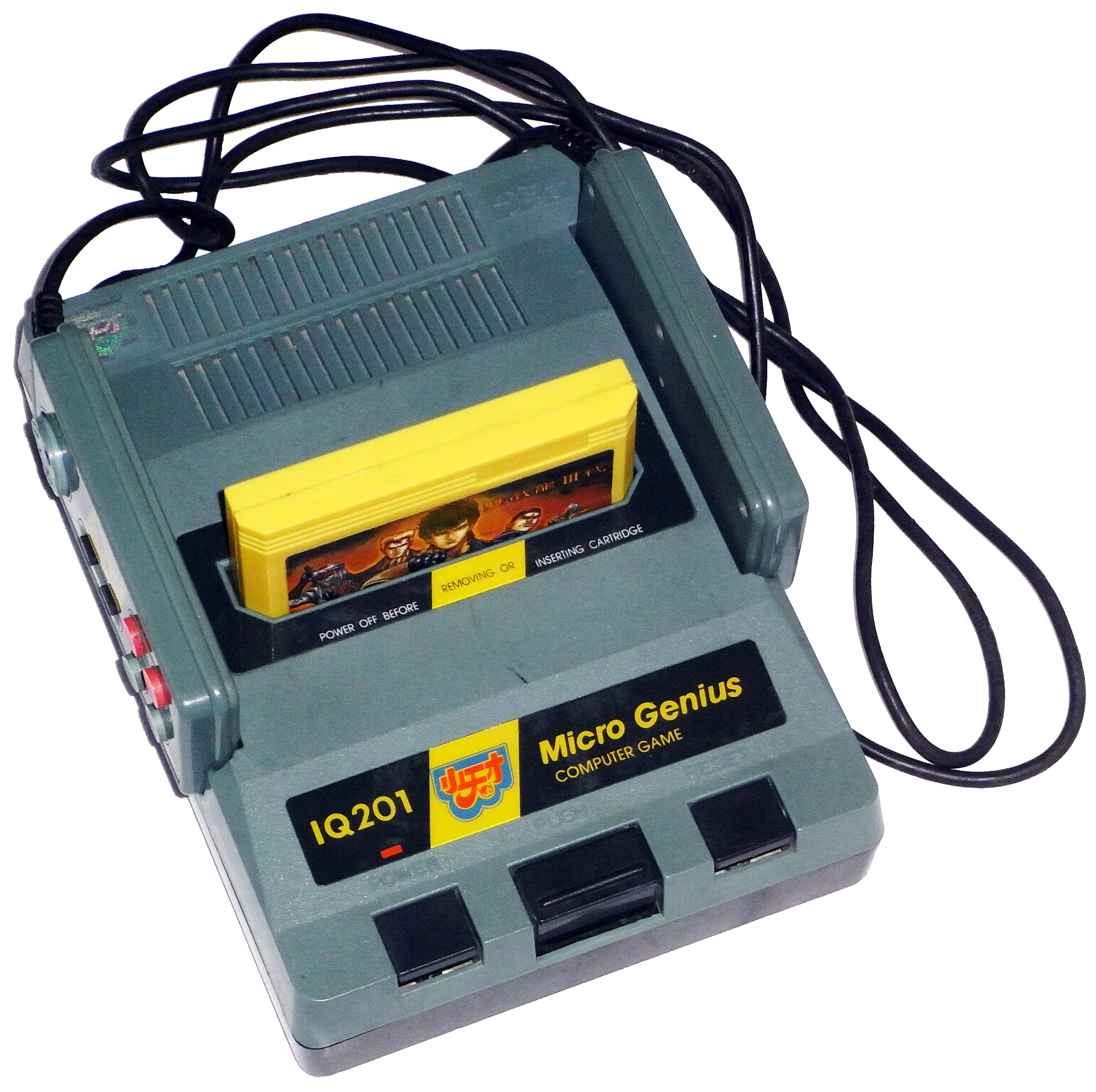
مدل IQ201 نسخه اولیه کنسول‌های مایکرو جینیِس.

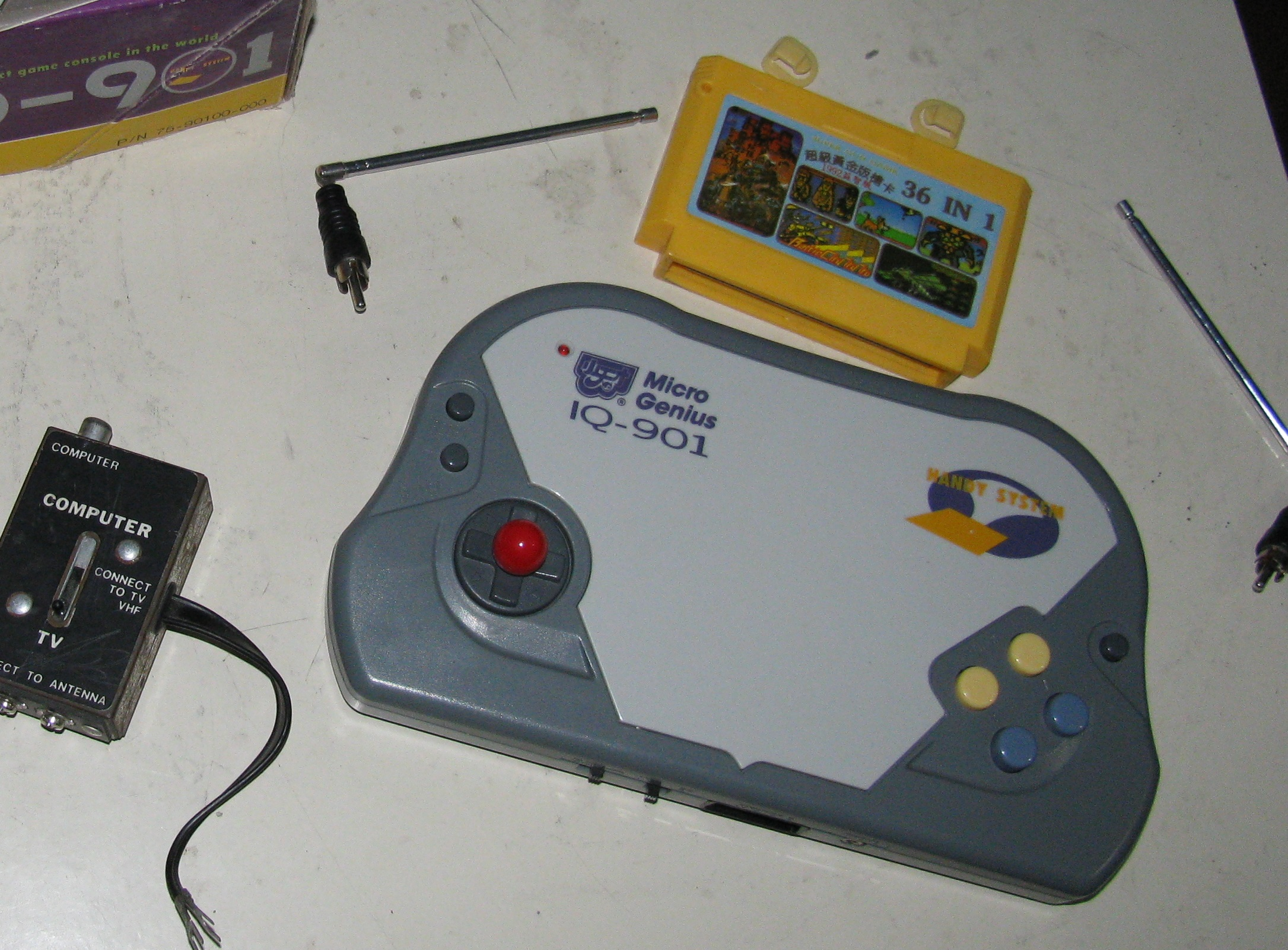
IQ-901

چندین مدل از مایکرو جینیِس وجود دارد، اما میکرو جنیوس IQ-501 بسیار محبوب بود تا زمانی که رقبا مانند سگا و نینتندو در بعضی مناطق معرفی رسمی شده و به فروش رفتند. بازی‌های این کنسول به شکل کارتریج ۶۰ پین بود که همان کارتریج فامیکام ژاپنی بود و از بالا به کنسول نصب می‌شد. همچنین به وسیله یک مبدل ۷۲ به ۶۰ می‌شد از کارتریج‌های نسخه آمریکایی ۷۲ پین (ان‌ای‌اس) استفاده کرد، البته میکرو بازی‌های انحصاری خود را نیز منتشر می‌کرد. کنسول میکرو به صورت استاندارد با دو کنترلر سیمی و گاهی یک تفنگ نوری عرضه می‌شد. همچنین برخی از مدل‌ها از یک آنتن RF برای انتقال سیگنال به صورت بی‌سیم به یک گیرنده در تلویزیون استفاده می‌کردند؛ و بعدها جوی‌استیک‌های بی‌سیم IR عرضه شدند.
کنسول‌های میکرو شامل موارد زیر است:
- IQ-201 - یک مدل اولیه شبیه فامیکام، با کنترلرهای سیمی
- IQ-301 - مشابه با IQ-201، همراه با سوئیچ توربو
- IQ-501 - مدلی با جوی‌استیک‌های قابل جدا شدن، که در روسیه به عنوان دندی کلاسیک فروش می‌رسید
- IQ-502 - این مدل در روسیه به عنوان دندی کلاسیک دو و پگاسوس IQ-502 در لهستان به فروش می‌رسید
- IQ-701 - شبیه به سیستم سرگرمی نینتندو بود
- IQ-901 - یک نسخه ابتدایی کنسول دستی بازی تلویزیونی بود
- IQ-1000 - یک مدل ساخته شده با گیرنده مادون قرمز، همراه با یک کنترلر بی‌سیم و یک کنترلر سیمی
- IQ-2000 - شبیه به IQ-1000 است اما دارای دو کنترلر بی‌سیم بود

لوازم جانبی برای کنسول‌های دیگر که تحت برند مایکرو جینیس نیز فروخته شد، از جمله: تفنگ نوری و کنترلرهای اصلی ان‌ای‌اس، و کنترلرهای بی‌سیم برای مگا درایو و اس‌ان‌ای‌اس.